# Or Hsieh
Or Hsieh eller Hsieh Er född 1918, död 1995, var en taiwanesisk politiker.
Hon blev 1948 den första kvinna som valdes till sitt lands parlament.